# BDSM
BDSM je kratica za Bondage, Discipline (ili Dominance), Submission (ili Sado-), Masochism (ropstvo/disciplina, dominacija/pokoravanje, sadizam/mazohizam). Tvori ga konsenzualno, erotsko, seksualno igranje uloga u kojem uzajamno uživaju obje (ili sve) osobe, a koje uključuje ostvarivanje fantazija o dominaciji, pokoravanju, ograničavanju, nadzoru, vezivanju, kažnjavanju i seksualiziranom bolu.
U BDSM odnosima osobit naglasak stavlja se na sigurnost, jer oni uključuju mnoge potencijalno opasne činove. Većina ljudi koji prakticiraju BDSM koriste unaprijed dogovorenu sigurnu riječ (eng. safe word) kao signal za prestanak aktivnosti. Budući da je u pitanju igranje uloga, obično "Stani!" ili "Dosta!" moglo bi se pogrešno interpretirati i zato su to uglavnom riječi koje teško da se koriste za vrijeme seksa.
Bottom je pasivna osoba u BDSM seksu i stimulirana je od top osobe. Top osoba u BDSMu ima aktivnu, dominantnu ulogu. Ti isti nazivi se koriste i kontekstu analnog seksa kod gej muškaraca.
Sigurna riječ (safe word) je lozinka koja se koristi u BDSM-u i izgovara se jedino kada se želi označiti krajnja granica "izdržljivosti" bottom osobe koja u tom trenutku signalizira top osobi da se seansa prekida. Ta riječ je uglavnom neka koja se obično ne izgovara za vrijeme seksa, jer se "ne, prestani", u svrhu većeg efekta BDSM seansi, može slobodno izgovarati.
- Leather (od eng. za „koža”) posebna je skupina SM (sadomazohističke, često i S/M ili S&M) supkulture u SADu, a danas se upotrebljava za cijelu kulturu, zajednicu, koja uključuje stil oblačenja i ponašanja, te često prakticiranju BDSM-a.
- Latex (hrv. „lateks”) je također posebna skupina BDSM supkulture koja, za razliku od kože, uključuje stil oblačenja u lateks, gumu ili neki drugi umjetni materijal. Za razliku od leather i BDSM, fetiš na latex nema toliki naglasak na odnose moći ili druga pomagala, koliko na sam materijal.

Seksualni sadizam i mazohizam, prema DSM-V, predstavljaju parafiliju, ali je taj termin ograničen na slučajeve u kojima te naklonosti postanu klinički značajne ili štetne za svakodnevu funkciju osobe.

## Osnove
Mnoge varijacije BDSM-a uključuju dragovoljno odricanje kontrole jednoga od partnera. Podložni partner predaje kontrolu dominantnom u ritualiziranoj interakciji zvanoj razmjena moći.
Radnje unutar BDSM odnosa događaju se u određenom vremenskom razdoblju na koji pristaju obje strane, a naziva se "igra" ili "scena". Sve uključene strane obično iz toga izvlače užitak, iako bi se mnoge radnje kao što su nanošenje bola, ponižavanje ili vezanje u normalnim okolnostima smatrale neugodnima. Do spolnog odnosa, bilo oralnog, analnog ili vaginalnog može doći, ali on nije nužan.
Temeljni principi za izvođenje BDSM-a zahtijevaju da se oni izvode od strane zrelih i odgovornih partnera, njihovom vlastitom voljom i na siguran način. Od 80-ih su ovi principi sažeti u motu "Safe, sane and consensual" (sigurno, razumno i uz obostrani pristanak). Ovaj uzajamni pristanak čini čistu pravnu i etičku razliku između BDSM-a i zločina kao što su razni seksualni napadi i obiteljsko nasilje.
Postoje i pripadnici drugog načina razmišljanja, tzv. "Risk Aware Consensual Kink" ('Nastranost' uz uzajamni pristanak i svjesnost rizika) koji indicira prednost stilu u kojemu je individualna odgovornost partnera snažnije naglašena, a u kojoj je svaki partner odgovoran za vlastitu sigurnost. Ovaj način razmišljanja prvenstveno se usredotočuje na svjesnost i obaviješteni pristanak, prije nego prihvaćanje ustaljenih sigurnih normi. Obostrani pristanak ovdje je najvažniji kriterij i zahtijeva da su uključeni u sadomazohistički odnos sposobni prosuditi moguće rezultate toga u što se upuštaju. Za to im moraju biti predočene sve relevantne informacije i neophodna sposobnost mentalnog rasuđivanja. Obostrani pristanak koji time nastaje često se razumijeva kao "ugovor", tj. dogovor o tome što se može činiti, a što će se izbjegavati.
Općenito, mora biti moguće da se partneri svoj pristanak povuku u bilo koje vrijeme, npr. uporabom sigurnosne riječi koja je unaprijed dogovorena. Neprihvaćanje sigurne riječi smatra se ozbiljnim prekršajem koji čak može situaciju koja je počela obostranim pristankom pretvoriti u zložin, ovisno i zakonu, jer je "bottom" eksplicitno povukao ili povukla svoj pristanak na sve što se događa nakon uporabe sigurne riječi.

### Sigurnost
Osim općenitih savjeta vezanih uz siguran spolni odnos, BDSM zahtijeva puno širi raspon mjera opreza nego tipični "vanilla" seks (spolni odnos bez elemenata BDSM-a). Kako bi se svi činovi skupili unutar okvira oko kojeg je postignuta suglasnost, u BDSM zajednici nastao je niz općeprihvaćenih pravila.
Kako bi se osigurao konsenzus vezan uz BDSM aktivnosti, pred igru su uobičajeni pregovori, pogotovo u partnera koji se još ne poznaju dovoljno. Ovi pregovori uključuju interese i fantazije svakog partnera i ostvaruju okvir radnji. Ova vrsta rasprave vrlo je uobičajena. Uz to, često se dogovaraju sigurne riječi kojima se istog trenutka zaustavlja bilo koja radnja u slučaju da jedan od partnera to poželi. Brz, pouzdan i siguran odgovor na sigurnu riječ imperativ je za siguran BDSM odnos. U slučaju da "bottom" ima (prisilno) zatvorena usta, znakovi rukom ili očima mogu biti jedini mogući način komunikacije i stoga su od vrlo visoke sigurnosne važnosti.
Praktični sigurnosni aspekti od naglašene su relevantnosti. Vrlo je važno tijekom odnosa znati koji su dijelovi ljudskog tijela osjetljiviji i kod kojih je rizik oštećenja živaca ili krvnih žila povećan, kao i na kojim dijelovima lakše nastaju ožiljci. Kod korištenja bičeva i sličnih alatki za nanošenje boli, od "top" partnera se zahtijeva motorička sposobnost i osnovno poznavanje vanjske anatomije jer to može učiniti bitnu razliku između seanse koja je za "bottom" partnera ugodna ili krajnje neugodna, uključujući moguće i teže tjelesne ozljede. Vrlo širok izbor raznih "seks igračaka" i tehnika tjelesne i psihološke kontrole često zahtijevaju dalekosežno znanje o detaljima i zahtjevima pojedine seanse, u područjima kao što su fizika, anatomija i psihologija.
Važno je biti sposoban unaprijed se identificirati s "bottomovim" psihološkim ispadima kako bi ih se izbjeglo. Gubitci emocionalne ravnoteže zbog senzorne ili emocionalne preoterećenosti često su hitno stanje. Izrazito je važno suosjećajno slijediti reakcije i u slučaju potrebe prestati sa samim činom.

## Aspekti
Akronim "BDSM" uključuje psihološke i fiziološke aspekte:
- Ropstvo i disciplina (Bondage & Discipline, B&D)
- Dominacija i pokoravanje (Dominance & Submission, D&S)
- Sadizam i mazohizam (ili sadomazohizam) (S&M)

Ovaj model razlikovanja tri aspekta BDSM-a sve češće se danas koristi u literaturi. Usprkos tome, to je samo pokušaj fenomenološkog razlikovanja. Pojedinačni ukusi u području seksualnosti mogu se u ovim područjima preklapati, i oni se ovdje razmatraju odvojeno.

### Ropstvo/disciplina
Ropstvo i disciplina dva su aspekta BDSM-a koji nisu nužno povezani, ali se mogu pojavljivati zajedno. Izraz "ropstvo" opisuje praksu ograničavanja, obuzdavanja sprječavanja ili vezanja radi zadovoljstva. Ropstvo je u ovom smislu obično seksualno, ali ne uvijek. Iako je ropstvo vrlo popularno unutar šireg kruga BDSM-a, katkad se razlikuje od njegovog ostatka. Studije među poklonicima BDSM-a u Sjedinjenim Državama pokazale su da oko pola muškaraca smatra ideju ropstva erotičnom, kao i mnoge žene. Sasvim strogo govoreći, ropstvo označava vezivanje partnera privezujući im udove zajedno, npr. uporabom lisica ili privezivanja za kakav predmet. Ropstvo se također može ostvariti širenjem i privezivanjem udova lancima ili polugama.
Izraz "disciplina" opisuje uporabu pravila i kazne u BDSM-u radi kontroliranja pretjeranog ponašanja. Kazna može biti tjelesna bol (kao npr. bičevanje), psihološko ponižavanje (npr. javno bičevanje) ili fizički gubitak slobode (npr. vezivanje za krevet). Drugi aspekt je strukturiran "trening" bottom partnera. Moguća su preklapanja s elementima ropstva, ali to nije nužno. Razlikovanje između ropstva i discipline katkad je teško jasno opisati.

### Dominacija i pokoravanje
"Dominacija i pokoravanje" (često i pod kraticama "D&s", "D/s", gdje veliko početno slovo označava dominantnu stranu) niz je običaja, rituala i ponašanja vezanog uz davanje i primanje dominacije jedne osobe nad drugom u kontekstu erotskog životnog stila. On istražuje mentalne aspekte BDSM-a više nego isključivo tjelesne. To je također slučaj u mnogim odnosima koji sebe ne smatraju sadomazohističkim - on se smatra dijelom BDSM-a ako ga se kao takvog prihvaća. Raspon individualnih obilježja je dakle vrlo širok.
Primjeri takvog ponašanja mentalne orijentacije su "igre podučavanja" tijekom kojih dominantna osoba od pokorne zahtijeva određene oblike ponašanja. Posebni oblici uključuju erotsko igranje uloga, npr. razlike u dobi, u kojoj je glumljena ili stvarna razlika glavna pozadina seanse, kao i igranje uloge kućnih ljubimaca itd. Usklađeno seksualno odbijanje partnera može biti aspektom dominacije i pokoravanja (u BDSM-u ili izvan njega), kao i namjerno izazivanje ljubomore. Najčešći i vjerojatni najnaglašeniji kliše u ovom aspektu BDSM-a je odnos gospodara i roba, koji može biti primijenjen kratkotrajno, ali i integriran u svakodnevni život. U nekim odnosima to dovodi do potpune dominacije i pokornosti u pravom smislu fraze totalna razmjena moći. Elementi kompenzacije u totalnoj dominaciji i pokornosti su briga i odanost partneru ili partnerici koji se međusobno nadopunjuju, tako stvarajući stabilne veze. Pokornost uz uzajamni pristanak pokornog partnera ponekad se pokazuje drugima u obliku simbila koji indiciraju njeno ili njegovo pripadanje dominantnoj osobi, kao npr. nošenje ogrlice, posebnih tetovaža, piercinga i posebne frizure ili vrlo kratka ili obrijana kosa.
Ponekad partneri potpisuju i pravi "ugovor o ropstvu" kako bi jasno izrazili zajednički pogled na dinamiku svog odnosa. Takvi dokumenti nisu pravno priznati niti obvezujući, jer su contra bonos mores (suprotni javnom moralu) i zbog toga nelegalni, te su u nekim državama i zabranjeni. U Europi su takvi ugovori moguće u suprotnosti s člankom 3 Europske konvencije o ljudskim pravima u kojima se zabranjuje mučenje i jamči slobodu od "neljudskog ili ponižavajućeg tretmana". To pravo se smatra apsolutnim i na njega nisu dopuštene nikakva ograničenja ili odstupanja. Usprkos tome, samo postojanje takvih ugovora ponekad dovodi do velikih naslova u tabloidima i neinformirane osobe koje takav tekst izvan konteksta pročitaju vrlo često odbacuju ili osuđuju odnose koje oni opisuju.

#### Sadomazohizam
Izraz "sadomazohizam" dolazi od riječi "sadizam" i "mazohizam" (vidi etimologiju). U kontekstu spolnih aktivnosti s obostranim pristankom, sadizam i mazohizam nisu strogo precizni pojmovi, jer postoji znatna razlika između medicinske ili psihologijske uporabe oba ta pojma - sadistima se također nazivaju osobe koje uživaju u nanošenju boli ne radi obostranog zadovoljstva, nego radi nanošenja patnje drugoj osobi bez njenog pristanka, što je dakle pojam svojstven psihopatologiji i kriminalistici, a nikako BDSM-u. Sadomazohizam se odnosi na fizičke aspekte BDSM-a. Sadizam opisuje seksualno zadovoljstvo koje se postiže nanošenjem boli, degradacije ili ponižavanja druge osobe. S druge strane, mazohist uživa biti svezan i kažnjavan unutar konsenzualnog scenarija. Sadomazohisti u drugim slučajevima, kao što su nezgode ili medicinske procedure, ne uživaju primati ili zadavati bol. Disciplina često uključuje neke aspekte sadomazohizma. Individualni sadomazohizam se prakticira relativno rijetko, npr. neki postupci kao što su samoropstvo i autoerotično gušenje mogu biti ostvareni bez partnera, no mogu biti opasni i završiti ozljedama ili smrću.

#### Tjelesni aspekti
Na fizičkoj razini, BDSM je djelomice povezan s namjernim nanošenjem tjelesne boli, patnje ili drugih intenzivnih osjećaja. Poklonici BDSM-a često uspoređuju efekte nastale rezultirajućim rastom lučenja endorfina s osjećajem euforije koji se pojavljuje nakon dužeg trčanja ili druge tjelovježbe, kao i s osjećajem opuštenosti nakon orgazma. Takvo mentalno stanje nalik transu poznato je kao "podprostor" (subspace) i uvijek se opisuje kao vrlo ugodno. Ponekad se koristi izraz "tjelesni stres" (body stress) kako bi se opisao fizički osjećaj. Ovo iskustvo algolagnije je važno, ali nije jedina motivacija za mnoge poklonike BDSM-a. Filozof Edmund Burke definira ovaj osjet zadovoljstva dobivenog iz boli rječju sublimirano (sublime). Područja mozga koji se bave seksualnim podražajima i oni koji kontroliraju osjet boli se preklapaju, što u nekim pojedincima stvara rezultat međusobne asocijacije boli i seksualnog zadovoljstva, jer su neurološke reakcije isprepletene. Manjina poklonika BDSM-a ponekad ulazi u seanse iz kojih ne primaju nikakvo osobno zadovoljstvo, nego isključivo radi omogućavanja partneru da zadovoljavi svoje potrebe ili seksualne fetiše.
U nekim BDSM seansama, top partner izlaže bottom partnera širem rasponu senzualnih dojmova, npr.: štipanje, griženje, grebanje noktima, spanking, do uporade predmeta kao što su razne vrste bičeva, tekući vosak, kockice leda, Wartenbergovi kotači, erotske elektrostimulacije itd. Također se može koristiti i vezivanje lisicama, užetom ili lancima. Repertoar mogućih "igračaka" ograničava samo mašta oba partnera. Donekle se koriste i svakodnevni predmeti kao pribadače, drvene žlice ili najlonske vrećice kao "pervertibilni" objekti. Obično se smatra da ugodno BDSM iskustvo tijekom seanse izraženo ovisi o kompetentnosti i iskustvu top partnera, kao i o fizičkom i mentalnom stanju bottom partnera. Povjerenje i seksualna uzbuđenost pomažu partnerima zajednički mentalni okvir. Neki poklonici BDSM-a uspoređuju povezane osjete s glazbenim skladbama i predstavljanjem, u kojima su pojedinačni senzualni dojmovi kao glazbene note u datoj situaciji. Iz ove perspektive, različiti pojedini osjetni dojmovi stapaju se u veće iskustvo.

## Modeli odnosa

### Radi igranja uloga
Mnogi poklonici BDSM-a smatraju BDSM u svom spolnom životu seksualnim igranjem uloga i prema tome to nazivaju "igranjem uloga" ili samo "igrama". Aktivan čin naziva se seansom ili igrom, a sadržaj i okolnosti nazivaju se "scenom". Ovo je često u ustaljenim vezama u kojima je BDSM dio ili predigra spolnom odnosu. On također označava odnose koji se temelje samo na povremenoj odvojenoj realizaciji seksualnih maštarija kao obostranom cilju, i gdje ne nastaje nikakav drugi odnos između partnera.

#### Uobičajene uloge
U terminologiji BDSM-a, partner koji nosi aktivnu, tj. kontrolirajuću ulogu u seansi ili tijekom cijele međusobne veze naziva se top, što je uloga koja često uključuje nanošenje boli, ponižavanje ili pokoravanje partnera. Partner koji se naziva "bottom" ili češće "sub" tijekom seanse se samovoljno podvrgava tim činovima i/ili je samo pasivni partner u odnosu. Iako je top uobičajeno dominantna osoba, a bottom submisivni partner, to nije uvijek i nužno tako. U nekim slučajevima top slijedi upute bottom partnera na način na koji on ili ona izričito želi. Budući da top samo prividno drži kontrolu u realnosti se prilagođava uputama koje njoj ili njemu daje bottom partner, što se naziva "servisni top". Nasuprot tomu je "dominantni top" partner koji kontrolira podvrgnutog partnera tjelesnim ili psihološkim tehnikama tijekom seanse ili općenito unutar životnog stila BDSM-a.
Slična razlika postoji i kod bottom partnera. S jedne strane su oni koji su indiferentni prema tjelesnim stimulacijama, ili ih čak odbacuju, a na drugoj su bottom partneri koji u njima uživaju, ali se ne žele pokoravati osobi koja ih zadaje. Bottom je često partner koji postavlja osnovne uvjete seanse i izravno ili neizravno daje upute pred samu seansu, dok top (često) te smjernice prati. Drugi bottom partneri pokušavaju kontrolirati top partnera provocirajući reakcije "lošim" (od top partnera neželjenim) ponašanjem kako bi privukli interes. Uz to u BDSM zajednici postoji mala, vrlo puristička "škola" koja smatra da je "upravljanje s dna (bottom)" uopće nekompatibilno sa standardima BDSM odnosa.
Neki poklonici BDSM-a izmjenjuju uloge ("switch"), što znači da mogu igrati obje uloge, ovisno o seansi. To mogu prakticirati unutar jedne seanse ili preuzimati razne uloge u raznim seansama s različitim partnerima. Za to postoje mnogi razlozi; ponekad "switch" osoba živi u odnosu s partnerom istog opredjeljenja (npr. dva top partnera u vezi), tako da mijenjanje uloga predstavlja jedini mogući način ispunjavanja BDSM potreba unutar veze. Neki ljudi mijenjaju uloge ne smatrajući da su "switch", jer to rade vrlo neregularno i samo pod određenim okolnostima.

### Neerotski BDSM
Nasuprot vezama s ulogama su BDSM odnosi u svakodnevnom životu koji postoje i izvan seksualnog života. Partneri u svakodnevnom životu održavaju prikladnu ravnotežu moći i prema tome čine BDSM stalnim dijelom životnog stila. U ovom slučaju BDSM se ne može samo opisati kao jednostavan seksualni fenomen. Izraz "odnos 24/7" dolazi od 24 sata na dan, 7 dana u tjednu. Drugi izraz je "D/s" od "Dominant/submissive". Dominantni partner kontrolira veći dio života pokornog partnera. Pojedina područja kao što su posao, obitelj i prijatelji mogu biti isključeni iz takvog odnosa i izvan kontrole dominantnog partnera. No neki D/s odnosi pokrivaju sve životne aspekte i takvi odnosi nazivaju se "totalnom razmjenom moći" u kojima do promjena ne dolazi. Takvi odnosi vjerojatno su najrjeđi u cijelom spektru BDSM običaja.

### Profesionalne usluge
Profesionalna domina (od dominatrix) nudi usluge od ropstva, discipline do dominacije u zamjenu za novac. Mnoge domine ne smatraju se prostitutkama, jer spolni odnos s klijentom najčešće ne dolazi u obzir. No u nekim slučajevima spolno zadovoljavanje ili orgazam klijenta dopušteni su drugim načinima. Domine si mogu davati naslove kao što su "Lady", "Miss", "Dama", "Gospodarica" ili "Gospođa" i od svojih partnera traže da ih se tako oslovljava, kako bi se naglasila razmjena moći. Puno rjeđe nude se i usluge profesionalnih ženskih "robova". One klijentima nude pokoravanje unutar dogovorenih granica.

## Scena: supkultura i javnost
Danas BDSM kultura postoji u većini zapadnih zemalja. To nudi poklonicima BDSM-a mogućnost raspravljanja važnijih tema vezanih uz životni stil, kao i uz probleme, s osobama sličnog razmišljanja. Ova kultura često se smatra supkulturom jer se BDSM od velikog dijela javnosti i medija često smatra "bolesnim", "bizarnim" ili "perverznim". Mnogi ljudi zato skrivaju svoje sklonost od društva, jer se boje nerazumijevanja i društvenog isključivanja. U BDSM zajednici je poznato kako poklonici BDSM-a žive na svim kontinentima, ali za mnoge zemlje ne postoji dokumentirani dokaz (zbog restriktivnih zakona i cenzure koju motiviraju politika ili religija) osim po prisutnosti u internetskim BDSM zajednicama i stranicama za pronalaženje partnera. U Hrvatskoj se prava BDSM scena tek stvara i ne posjeduje jasan identitet, jer su i među ljudima koji sebe smatraju dijelom BDSM zajednice vrlo rašireni stereotipi, klišeji, zablude i loša informiranost o tom životnom stilu. Zbog konzervativnosti i neinformiranosti javnosti i medija, postojanje zajednice najvidljivije je samo u anonimnosti interneta.
U zapadnom svijetu scene su također prisutne na internetu, no i u publikacijama, sastancima i erostkim festivalima. Godišnji festival Folsom Street najveća je svjetska BDSM manifestacija, no postoje i mnoge druge, kao npr. Američka nacionalna konvencija nošenja kože "Living in Leather", "TESfest" i organizacija "Crna ruža" (Black Rose). Europski gradovi u kojima postoje veće BDSM zajednice su London, Pariz, Berlin, Amsterdam, München, Köln, Hamburg i Rim.

### Simboli
BDSM i fetišistički motivi s vremenom su se u svakodnevnici zapadnjačkog društva pod utjecajem avangardističke mode, rapa, hip-hopa, metala, znanstvene fantastike, televizije i filmova toliko proširili, da često kod mnogih i nedostaje spoznaja o BDSM korijenima.
Piercing intimnih dijelova tijela još 80-ih je bio ograničen samo na punk i BDSM scenu, dok je danas prihvaćen i popularan među mlađom populacijom koja i ne pripada toj zajednici.
Zastava "leather ponosa" simbol je "leather" supkulture i također se često koristi unutar BDSM-a. U kontinentalnoj Europi prsten O raširen je među poklonicima BDSM-a, a u anglo-saksonskim zajednicama koristi se i triskelion.

### Predrasude
Razumijevanje kulture i običaja BDSM-a ostaje isprepleteno s predrasudama, klišejima i stereotipima. Nesporazumi mogu nastati od općenitog nedostatka znanja vezano uz seksualnost i seksualne običaje, kao i postojeće zablude o tome kako se nečiji osobni život može bitno razlikovati od njegove javne persone. Tako se npr. ponekad pogrešno pretpostavlja da subovi uživaju u boli i poniženjima i u svakodnevnom životu, ili obratno, da bi htjeli da bude upravo suprotno od toga. Ne postoji jasan suodnos između odabira u svakodnevnom i seksualnom BDSM životu. Nesporazum se dalje produbljuje pretpostavkama kako članovi BDSM zajednica žele samo primati ili zadavati tjelesnu i duševnu bol, što umanjuje i omalovažava emocionalne međusobne odnose koji se u takvim vezama razvijaju.
Druga zabluda je ideja da su žene općenito dominantna strana u BDSM odnosima. Vrlo često je slika BDSM-a reducirana na ideju grube tjelesne kazne, zanemarujući pritom širok spektar ponašanja vezanih uz tu kulturu. Uz dominu koja maše bičem, uobičajen je i kliše sadomazohista u punom kožnom odijelu. Iako mogu postojati preklapanja s raznim seksualnim fetišima, ne postoji neizbježna veza između njih i BDSM-a (npr. lateks, PVC ili koža). Česta pojava takve odjeće može se objasniti svojom funkcijom naoko službenog načina prepoznavanja i pokazivanja ukusa. Relativna otvorenost prema alternativnim životnim stilovima omogućuje i to da su fetišizmi zaživjeli i unutar kulture BDSM-a.
Budući da izraz BDSM pokriva nekoliko različitih aspekata koji se mogu pojaviti na različite načine, spektar individualnih interesa i osobnosti je velik i izrazito raznovrstan. Zbog nedostatka informacija u cjelokupnom stanovništvu kao i nevoljkost mnogih da javno pokažu svoje sklonosti koje su izrazito osobne naravi dovodi do situacija u kojima se djela i stavovi pojedinih poklonika BDSM-a pripisuju cijeloj zajednici isto tako kao što se puno veću LGBT zajednicu karakterizira ponašanjem pojedinaca iz drag queen kulture. Slično se pogrešno karakteriziraju i druge manjinske zajednice.
U zapadnim industrijaliziranim zemljama i Japanu su od 80-ih pripadnici BDSM zajednice počeli stvarati razmjenu informacija i grupe potpore kako bi se borili protiv diskriminatornih predodžbi. To se dogodilo neovisno u nekoliko europskih država i SAD-u. Nastankom weba počela se razvijati međunarodna suradnja - npr. Datenschlag je zajednički napor pripadnika BDSM zajednice u tri zemlje u kojima se govori njemački jezik, a poštanska lista Schlagworte koristi model novinske agencije u povezivanju članova zajednice iz šest zemalja. Neki daju priznanje i javnim događajima kao što su Operacija Spanner i Međunarodni natječaj kožne odjeće koji stvaraju međunarodnu suradnju.

### "Coming out"
Neki ljudi koji osjećaju privlačnost situacijama koje se često susreću unutar BDSM-a dolaze do točke kada odluče svoje sklonosti otkriti, tj. "come out" (doslovno: izaći iz čega). Dok članovi LGBT zajednica sve češće s tim izlaze u javnost, sadomazohisti se u usporedbi drže u tajnosti. Unatoč tome u američkoj anketi 5 do 25 % američke populacije pokazuje sklnost toj temi. Osim nekoliko umjetnika, praktički nema slavnih osoba za koje se javno zna da su sadomazohisti.
Javno znanje o čijem BDSM životnom stilu može imati za sadomazohiste pogubne profesionalne i društvene posljedice, jer takav pojedinac postaje persona non grata. Razlog tome neki autori vide u mješavini u nedostatku javno dostupnog materijala s informacijama, kao i pretjeravajući izvještaji medija i znatne kritike od strane feminista koji su npr. tražeći strože zakone u Švicarskoj dovele u pitanje pravni status sadomazohizma. Unutar feminističkog pokreta u raspravi postoje dvije osnovne pozicije: sadofobi s jedne strane (kao npr. Alice Schwarzer) i seks-pozitivni na drugoj (Samois), od kojih obje datiraju još iz 70-ih.
Protivnici BDSM-a drže kako on može dovesti do obiteljskog nasilja. Ne postoji znanstveni dokaz koji podupire tu teoriju. Mnoge feministice kritiziraju BDSM zbog erotiziranja moći i nasilja i osnaživanja mizoginije. Argumentiraju da žene koje odabiru BDSM čine izbor koji je u konačnici za žene loš. Seks-pozitivne feministice argumentiraju svoj stav time da u BDSM aktivnostima uz uzajamni pristanak neke žene uživaju i time potvrđuju svoje seksualne težnje. Također dodaju kako feministice ne bi trebale napadati seksualne potrebe drugih žena i obilježavati ih kao "antifeminističkima", jer nema povezanosti između aktivnosti uz obostrani pristanak i seksualnih zločina. Dok neke radikalne feministice sugeriraju povezanost između BDSM scena uz obostran pristanak s onima bez obostranog pristanka kao što su silovanje i drugi seksualni napadi, seks-pozitivne feministice ovo smatraju za žene uvredljivim.
Često se spominje kako u BDSM-u uloge nisu fiksirane na određeni spol, nego na osobni ukus. Nekoliko studija o suodnosu BDSM pornografije i nasilja protiv žena ponovno zaključuje kako između njih nema povezanosti. Japan je koristan primjer kao zemlja s najnižom stopom seksualnih zločina među svim industrijaliziranim nacijama poznat je po vrlo obuhvatnoj BDSM pornografiji. 1991. godine je u istraživanjima zaključeno kako između 1964. i 1984. unatoč porastu dostupnosti sadomazohističke pornografije u SAD-u, Njemačkoj, Danskoj i Švedskoj nema porasta u broju silovanja.
U Ujedinjenom Kraljevstvu Operacija Spanner potvrdila je kako su poklonici BDSM-a još pod rizikom da ih se društveno stigmatizira kao kriminalce. 2003. godine medijka pokrivenost slučaja Jack McGeorge pokazala je kako jednostavno sudjelovanje i rad u grupama potpore BDSM zajednice donosi rizik za posao, čak i u zemljama gdje zakon tako što ne zabranjuje. Ovdje se može vidjeti jasna razlika između slučajeva BDSM-a i homoseksualnosti. Psihološki napor koji se pojavljuje u nekim slučajevima obično nije izražen ili javno priznat, no dovodi do psihološki teške situacije u kojoj se osoba može naći pod visokim nivoom emocionalnog stresa.
U fazama "samosvjesnosti", ona ili on shvaćaju svoje želje vezane uz BDSM scenarije i/ili o tome odlučuju biti otvoreni. Neki to nazivaju "unutrašnjim coming-outom". Dva odvojena istraživanja o ovoj temi neovisno su došla do zaključka kako 58 % i 67 % od statističkog uzorka u svakom od slučajeva shvaća svoje sklonosti prije 19. rođendana. Druga istraživanja pokazuju slične rezultate. Neovisno o dobi, coming-out može rezultirati teškom životnom krizom koja ponekad dovodi i do razmišljanja o samoubojstvu. Dok su osobe homoseksualne orijentacije stvorile mrežu potpore u zadnjim desetljećima, sadomazohističke se mreže u mnogim zemljama tek počinju razvijati. U zemljama njemačkog govornog područja samo su umjereno razvijene. Internet je danas glavno sredstvo komunikacije u grupama i omogućuje lokalnu i međunarodnu suradnju. U SAD-u postoji privatna neprofitna grupa Kink Aware Professionals, koja zajednici nudi preporuke za psihoterapeute, liječnike i odvjetnike koji su upoznati s BDSM-om i osjetljivi na potrebe zajednice. U Ujedinjenom Kraljevstvu i SAD-u također postoje Nacionalna koalicija za seksualnu slobodu (NCSF) i Koalicija za seksualnu slobodu (SFC) koje predstavljaju interese sadomazohista. U Njemačkoj web stranica i poštanska lista Datenschlag nudi najopsežniju bibliografiju kao i najveću povijesnu zbirku materijala i izvora vezanih uz BDSM.

## Psihologija

### Učestalost
BDSM se prakticira u svim društvenim slojevima, a uobičajen je u muškaraca i žena heteroseksualne i homoseksualne orijentacije, s različitom učestalošću i intenzitetom. Spektar s jedne strane uključuje parove koji ga prakticiraju u domovima bez povezanosti o supkulturi BDSM-a ili svjesnosti o njegovom konceptu, u igrama vezivanja i sl., do javnih scena na većim manifestacijama u nekoliko američkih i europskih gradova. Postotak žena znatno je veći nego u većini ostalih vrsta ponašanja koje se obično smatra parafilijama. Procjena ukupnog postotka učestalosti ponašanja vezanog uz BDSM u cjelokupnom stanovništvu kreće se između 5 i 25 posto, ovisno o cilju znanstvenog istraživanja.
Nereprezentativna anketa spolnog ponašanja u američkih studenata objavljena 1997. godine, zasnovana na upitnicima pokazuje ukupnu stopu pozitivnih odgovora na oko 8,9 %: 15 otvoreno homoseksualnih muških studenata, 21 % otvoreno homoseksualnih ženskih studenata, 11 % heteroseksualnih muških studenata i 9 % heteroseksualnih ženskih studenata priznaju seksualna maštanja vezana uz BDSM. U svim skupinama razina praktičnih BDSM iskustava varirala je na oko 6 %. Unutar skupine otvoreno biseksualnih i lezbijskih studentica, postotak je bio znatno viši, na oko 21 %. Neovisno o seksualnoj orijentaciji, oko 12 % svih ispitanih studenata, 16 % otvorenih homoseksualaca i biseksualaca i 8 % muških homoseksualaca pokazuje interes za "spanking" (erotsko udaranje rukom ili primjerenom alatkom). Iskustvo u toj vrsti seksualnog ponašanja pokazalo je 30 % muških homoseksualaca, 33 % biseksualki i lezbijki i 24 % muških homoseksualaca i biseksualaca kao i žena heteroseksualki. Druge ankete pokazuju slične podatke u različitim ciljnim skupinama.
U reprezentativnoj studiji objavljenoj 1999. od strane njemačkog Instituta za racionalnu psihologiju (Institut für rationale Psychologie), oko dvije trećine ispitanih žena izrazilo je želju biti tu i tamo na milosti svojih partnera. 69 % je priznalo maštarije vezane uz seksualno pokoravanje, 42 % je izjavilo interes u eksplicitno BDSM tehnike, a 25 % u ropstvo. Istraživanje iz 1976. godine koje je pokrivalo opću američku populaciju da je 3 % ispitanika imalo pozitivno iskustvo u vezi s ropstvom ili igranjem uloga gospodar/rob. Ukupno 12 % ispitanih žena i 18 % muškaraca željelo je to pokušati. Izvješće Kinseyjevog instituta iz 1990. godine pokazuje kako 5 do 10 % Amerikanaca povremeno čini seksualne aktivnosti vezane uz BDSM. 11 % muškaraca i 17 % žena izjavilo je da su pokušali ropstvo. Neki elementi BDSM-a popularizirani su kroz povećano praćenje medija od sredine 90-ih. Tako se crna kožna odjeća, nakit seksualnog tipa kao što su lanci i igre vezane uz dominaciju počeli pojavljivati i izvan konteksta BDSM-a.
Prema anketi iz 2005. godine po uzorku od 317 000 ljudi iz 41 zemlje, oko 20 % ispitanika bar su jednom koristili maske, poveze za oči i ostale BDSM alatke, dok je 5 % eksplicitno izjavilo da se smatraju sadomazohistima. Godine 2004., 19 % ispitanika u Durexovoj anketi izjavilo je kako prakticiraju "spanking", a 22 % je potvrdilo korištenje poveza za oči ili lisica. Neki BDSM predmeti uključeni su i u kolekcije nakita međunarodno poznatih dizajnera kao što je Calvin Klein.

### Medicinska/psihološka kategorizacija
Medicina klasificira aktivnosti i maštarije vezane uz BDSM kao patološke, u grupi tzv. parafilija
Prema Međunarodnoj klasifikaciji bolesti iz 2010. godine (MKB-10), sadomazohizam je kategoriziran kao "poremećaj seksualne želje" i opisuje se kako slijedi: "Sklonost seksualnoj aktivnosti koja uključuje nanošenje boli ili poniženja, ili ropstva. Ako osoba želi biti primatelj takve stimulacije, to se zove mazohizam; ako želi biti davatelj, sadizam. Često pojedinac postiže seksualno uzbuđenje kako iz sadističkih, tako i iz mazohističkih aktivnosti."
Objavljivanjem Dijagnostičkog i statističkog priručnika za duševne poremećaje Američkog liječničkog udruženja (DSM-IV) 1994. godine, dostupan je novi niz kriterija za dijagnosticiranje BDSM; ujedno se takva stanja više ne opisuju kao poremećaji seksualne želje (parafilije) - nego su svrstani u zasebnu skupinu bolesti. DSM-IV navodi kako "fantazije, seksualne potrebe ili ponašanja" moraju "uzrokovati klinički značajne tegobe ili narušenost stanja u društvenom, profesionalnom i drugim područjima djelovanja" kako bi se seksualni sadizam ili mazohizam smatrali poremećajem.
Posljednje izdanje tog Priručnika (DSM-IV-TR) zahtijeva da dotična aktivnost mora biti isključivi način stjecanja seksualnog zadovoljenja u razdoblju od šest mjeseci ili uzrokovati "klinički znatne tegobe ili narušenost stanja u društvenom, profesionalnom ili drugim važnim područjima djelovanja" ili uključivati prekršaj obostranog pristanka, kako bi se stanje dijagnosticiralo kao parafilija. Doduše, može doći do preklapanja između različitih poremećaja seksualne želje i praksa vezanih uz BDSM.
U Europi organizacija zvana "ReviseF65" djeluje u pokušaju prilagođavanja Međunarodne klasifikacije bolesti (MKB-10). 1995. godine, Danska je kao prva zemlja u Europskoj uniji potpuno izbacila sadomazohizam iz svoje nacionalne klasifikacije bolesti. Nedavne ankete o raširenosti BDSM maštanja i prakticiranja pokazuju snažne varijacije u svojim rezultatima. Usprkos tome, može se reći kako velika većina istraživača pretpostavljaju da 5 do 25 % stanovništva pokazuje seksualno ponašanje vezano uz uživanje u boli i seksualnom pokoravanju. Smatra se da je stanovništvo s vezanim maštanjima još veće.
Postoji samo nekoliko istraživanja vezanih uz psihološke aspekte BDSM-a koja u istraživanju koriste suvremene znanstvene standarde. Najvažnije istraživanje u tom području objavio je 1988. godine američki psihoterapeut Charles Moser, u časopisu Journal of Social Work and Human Sexuality. Njegov zaključak je da su, usprkos općem nedostatku podataka vezanih uz psihološke probleme poklonika BDSM-a, neki temeljni rezlutati očigledni. On naglašava kako ne postoji dokaz o teoriji da BDSM označava uobičajene simptome bilo kakve psihopatologije. S druge strane, klinička literatura ne daje konzistentnu sliku ljudi koji prakticiraju BDSM. Moser naglašava i da nema dokaza koji bi poduprli teoriju da ljudi koji prakticiraju BDSM imaju neki poseban psihijatrijski problem ili probleme vezane uz svoj seksualni odabir.
Problemi se s druge strane ponekad pojavljuju u samopromatranja. Tijekom "coming out" faze, samopreispitivanje vezano uz vlastitu "normalnost" je sasvim uobičajeno. Prema Moseru, otkriće sklonosti BDSM-u može rezultirati strahom od uništenja trenutne ne-BDSM veze. Ovo u kombinaciji sa strahom od svakodnevne diskriminacije u nekim slučajevima dovodi do stvaranja dvostrukog života koji može biti izrazito naporan. Također, poricanje tih sklonosti može uzrokovati stres i nezadovoljstvo "vanilla" životnim stilom, hraneći strah od nenalaženja partnera. Moser tvrdi kako bi pripadnici BDSM-a koji imaju probleme u nalaženju partnera unutar tog životnog stila vjerojatno imali iste probleme u pronalaženju partnera izvan njega. Želja za uklanjanjem BDSM sklonosti drugi je razlog psiholoških problema, jer to u većini slučajeva nije moguće. Naposljetku, on tvrdi kako poklonici BDSM-a rijetko čine nasilne zločine. Iz njegove perspektive, zločini koji oni počine obično nemaju veze s komponentama BDSM-a u njihovom svakodnevnom životu. Moserovo istraživanje zaključuje kako ne postoji znanstveni dokaz zbog kojega bi se njima negiralo pravo na rad, mogućnost posvajanja ili skrbi nad djecom, kao i druga prava i povlastice. Švicarski psihoanalitičar Fritz Morgenthaler dijeli slično mišljenje u svojoj knjizi "Homoseksualnost, heteroseksualnost, perverzija" (1988.) On drži kako mogući problemi proizlaze ne nužno iz nenormativnog ponašanja, nego u većini slučajeva iz straha od mogućih ili stvarnih reakcija društvenog okruženja prema njihovom izboru.

## Vanjske poveznice
- www.wipipedia.org  Enciklopedija BDSM-a i fetišizma na engleskom
- Spanking Art wiki  Arhivirana inačica izvorne stranice od 1. rujna 2006. (Wayback Machine) na engleskom